# Anopheles confusus
Anopheles confusus este o specie de țânțari din genul Anopheles, descrisă de Evans și Herbert Sefton Leeson în anul 1935. Conform Catalogue of Life specia Anopheles confusus nu are subspecii cunoscute.